# 多賀山通続
多賀山 通続（たかのやま みちつぐ）は、戦国時代の武将。多賀山氏は備後山内氏の庶流で、備後国恵蘇郡高野の蔀山城を本拠とした国人。はじめ尼子氏や大内氏に属し、後に毛利氏に属する。

## 生涯

### 波乱の幼少期
永正3年（1506年）、多賀山通広の次男として生まれたが、永正10年（1513年）に母と死別する。
永正11年（1514年）9月9日、叔父の花栗弥兵衛が、父の通広と兄の又四郎を殺害し、蔀山城を乗っ取った。通続は乳母に負われて難を逃れ、通続の叔母が出雲国飯石郡懸合の多賀殿の女房だった縁から、懸合に落ち延びた。なお、この時に多賀山氏の系図は失われたため、後年の永禄2年（1559年）12月に通続は曽祖父以来の系図を書き記すこととなる。
しかし、永正12年（1515年）1月20日、檜木谷にて多賀山氏家臣の井上八郎右衛門尉が花栗弥兵衛と刺し違えて討ち果たしたため、通続は帰還して多賀山家の家督を相続した。後に通続は、井上八郎右衛門尉は多賀山家にとって大功ある者であるとの賞賛を書き残している。

### 尼子氏と大内氏
大永6年（1526年）、備後国守護の山名誠豊の下知によって尼子氏から離反したため、以後尼子経久と戦うこととなり、享禄元年（1528年）9月9日には尼子軍が居城の蔀山城を包囲した。通続らはよく防戦したが、享禄2年（1529年）7月19日から7月20日にかけて、惣固屋と呼ばれる仮設小屋で戦っていた多賀山氏の兵たちの兵粮が尽き、味方の陣に帰還する者もいたが、敵陣の方へ落ちて行った者は皆討ち取られてしまった。この時通続のもとに残っていたのは、江木源二郎、江木善左衛門尉、白根若狭、白根雅楽助、白根豊後、白根九郎左衛門尉、水間伊賀、大嶋河内、湯浅肥前、田邊四郎左衛門尉、田邊五郎兵衛であり、さらに3日間持ちこたえたものの包囲を脱すると決めた。その時にわかに大風雨となり、それに乗じて囲みを突破することに成功。しかし、尼子軍の追撃は激しく、江木善左衛門尉、白根雅楽助、白根豊後、水間伊賀、田邊四郎左衛門尉が追手を防ぎ戦死した。後年、永禄2年（1559年）12月に通続は、これらの家臣の働きを大功として子孫まで目をかけるべきであると書き残している。なお、大内氏家臣の弘中隆兼が大内義隆に蔀山城陥落を報じ、享禄2年（1529年）7月26日に義隆は弘中隆兼を派遣して毛利元就に蔀山城陥落を報せている。
その後、通続は蔀山城へ帰還したが、天文4年（1535年）に尼子方に転じたことで毛利元就に蔀山城を包囲され、通続は急使を備前の赤松氏に派遣して救援を求め頑強に抵抗した。元就は包囲を厳重にして糧道を断つ持久策を取り、城中の兵粮が不足。特に二の丸が最も不足していたため、通続は本丸と二の丸の間に、兵粮を入れた大瓢箪を付けた長さ数町の大綱を張って二の丸へ兵粮を運び、僅かながらも二の丸へ兵粮を補給する策をとった。これに対して元就の命を受けた桂元澄が大矢によって巧みに大綱を切断したことで兵粮欠乏の度合いが高まり、かつ赤松氏の援軍が来るか不確実であったために士気が低下し、通続は開城を申し出ることとなる。
天文10年（1540年）の吉田郡山城の戦いで尼子晴久が毛利元就の吉田郡山城攻略に失敗し、天文10年（1541年）11月13日には尼子経久が死去した。これを好機と見た通続、三吉隆亮、山内隆通、福屋隆兼、吉川興経、宮若狭守、三刀屋久扶、宍道隆慶、三沢為清、本城常光、河津民部左衛門、古志清左衛門尉などの備後・安芸・石見、出雲の国人たちは陶隆房（晴賢）に、大内義隆が自ら出雲国へ侵攻するならば大内方へ味方する旨の書状を書き送った。これにより、天文11年（1542年）から天文12年（1543年）にかけて大内義隆の出雲遠征が行われ隆続も従ったが、三沢為清、三刀屋久扶、吉川興経、本城常光、山内隆通らが再び尼子方に転じたことで大内軍が敗北すると、通続も再び尼子方に帰順した。天文18年（1549年）2月26日、大檀那として恵蘇郡の南大宮八幡宮の社殿を造立する。

### 毛利氏に帰順
天文22年（1553年）、山内隆通が宍戸隆家と口羽通良から毛利氏へ帰順するよう説得を受け、隆通は同年12月3日に9ヶ条の条件を元就に出しているが、その第2条は実父の通続が毛利氏に帰順した際に通続を疎略に扱わないことであった。元就が9ヶ条のうち、第2条を含む7ヶ条を承認したことで、山内氏は毛利氏に帰順した。その直後の12月13日に通続は毛利氏に帰順し、周防国玖珂郡山代の天所別所、河山村、羽野村600貫の地を与えられた。弘治元年（1555年）、多賀山氏の菩提寺の功徳寺が火災にあったため、通続は寺領を寄進し、宗派を臨済宗から曹洞宗へと改めた。
永禄12年（1569年）の立花城の戦いや多々良浜の戦いに通続も従軍したが、元亀元年（1570年）に死去。次男の通定が多賀山氏を継いだ。なお、通続が「露休」と名乗っていた晩年に腹痛を起こしたため、子の山内隆通が幕臣の結城意旭から薬を取り寄せ通続に送ったことに通続が感謝し、安心するようにと述べた書状が残っている。